# Jarosław Cichocki
Jarosław Cichocki (ur. 28 lipca 1982) – polski lekkoatleta, kulomiot.

## Osiągnięcia
Halowy Mistrz Polski z 2001. Ósmy zawodnik Mistrzostw Świata Juniorów w Lekkoatletyce (Santiago 2000). Przez większość kariery zawodnik Zawiszy Bydgoszcz.

## Rekordy życiowe
- pchnięcie kulą (stadion) – 19,70 m (17 sierpnia 2002, Białogard[1])
- pchnięcie kulą (hala) – 19,24 m (2001)

18 lutego 2001 Cichocki podczas halowego sprawdzianu uzyskał wynik 19,52 m, który jednak nie może zostać uznany za oficjalny, ponieważ nie były to oficjalne zawody sportowe.